# Каннингем, Кэролинн
Кэролинн Каннингем (англ. Carolynne Cunningham) — австралийская кинопродюсер и ассистент режиссёра, наиболее известна сотрудничеством с Питером Джексоном как продюсер фильмов «Кинг-Конг», «Район № 9», «Милые кости» и серии фильмов «Хоббит» (2012—2013). Она также работала в качестве ассистента режиссёра в таких известных фильмах как «Блеск», «Чёрная дыра», «Питер Пэн», «Кинг-Конг», «Милые кости», и во всей кинотрилогии «Властелин колец».

## Фильмография

### Продюсер
| Год  | Название                      | Оригинальное название                     | Примечания |
| ---- | ----------------------------- | ----------------------------------------- | --- |
| 2005 | Кинг-Конг                     | King Kong                                 | «Кинопремия «Империя» за лучший фильм» Номинация — «Кинонаграда MTV за лучший фильм» Номинация — «Премия «Сатурн» за лучший фильм-фэнтези»                                                                              |
| 2009 | Район № 9                     | District 9                                | Премия «Сатурн» за лучший фильм на иностранном языке Номинация — Премия «Оскар» за лучший фильм Номинация — Кинопремия «Империя» за лучший фильм Номинация — Кинопремия «Империя» за лучший научно-фантастический фильм |
| 2009 | Милые кости                   | The Lovely Bones                          | Номинация —Премия «Сатурн» за лучший фильм-фэнтези |
| 2012 | Хоббит: Нежданное путешествие | The Hobbit: An Unexpected Journey         | Номинация — Кинопремия «Империя» за лучший научно-фантастический фильм |
| 2013 | Хоббит: Пустошь Смауга        | The Hobbit: The Desolation of Smaug       | |
| 2014 | Хоббит: Битва Пяти Воинств    | The Hobbit: The Battle of the Five Armies | |